# Андреас Бек
Андреас Бек (нім. Andreas Beck, нар. 13 березня 1987, Кемерово) — німецький футболіст, захисник бельгійського клубу «Ейпен». Виступав за національну збірну Німеччини.

## Клубна кар'єра
Народився 13 березня 1987 року в радянському місті Кемерово в родині російських німців під ім'ям Андрій Оскарович Бекк.
1990 року, у віці трьох років, Андреас з батьками переїхав до Німеччини в район Аален. Починав займатися в команді «Вассеральфінген». У 1995 році в зв'язку з переїздом, став тренуватися в команді з комуни Кенігсброн, де провів наступні п'ять років, після чого потрапив в академію «Штутгарта». У «Штутгарті» Андреас тренувався також протягом п'яти років, пройшовши усі юнацькі команди. 1 липня 2005 року Бек підписав контракт з другою командою «швабів», яка виступала в Регіональній лізі «Південь».
6 серпня 2005 року Андреас дебютував у Регионаллізі у матчі першого туру проти «Кобленца». Поєдинок закінчився внічию 2:2, Андреас вийшов в основному складі і провів на полі весь матч. Всього у першому сезоні за другу команду провів 12 матчів і забив один м'яч, граючи в одній команді з Самі Хедірою, Сердаром Таскі, Тобіасом Вайсом та іншими майбутніми гравцями збірної. Також в тій команді підтримував форму колишній гравець збірної Німеччини Даніель Бірофка і знаменитий у минулому нападник «Гамбурга» та «Вольфсбурга» Мар'ян Ковачевич.
11 лютого 2006 року Андреас дебютував в основній команді «Штутгарта» в матчі Бундесліги проти білефельдської «Армінії» (1:2), в якому Андреас провів на полі всі дев'яносто хвилин, відзначившись непоганою грою. Армін Фе, тодішній головний тренер «швабів», замінив Беком вибулого Андреаса Гінкеля. Дебют став можливим також завдяки тому, що і запасний захисник, яким був у той час Маркус Баббель був травмований. Всього до кінця сезону Андреас зіграв 5 матчів у чемпіонаті і один в Кубку УЄФА. А в наступному сезоні 2006/07 став з командою чемпіоном Німеччини, щоправда зіграв лише у чотирьох іграх чемпіонату. Лише з сезону 2007/08 став частіше виходити на поле, але основним гравцем так і не став
Влітку 2008 року уклав контракт з клубом «Гоффенгайм 1899», у складі якого провів наступні сім років своєї кар'єри гравця. Більшість часу, проведеного у складі «Гоффенгайма», був основним гравцем захисту команди, а з 2010 року, коли клуб покинув Пер Нільссон, став новим капітаном команди.
До складу клубу «Бешикташ» приєднався 4 липня 2015 року. Відтоді встиг відіграти за стамбульську команду 9 матчів в національному чемпіонаті.

## Виступи за збірні
2006 року дебютував у складі юнацької збірної Німеччини, взяв участь у 6 іграх на юнацькому рівні.
Протягом 2007–2009 років залучався до молодіжної збірної Німеччини, у складі якої став молодіжним чемпіоном Європи 2009 року. Всього на молодіжному рівні зіграв у 31 офіційному матчі, забив 2 голи.
5 лютого 2009 року дебютував в офіційних матчах у складі національної збірної Німеччини в грі проти Норвегії, але дебют був змазаний програшем німців з рахунком 1:0. 
Влітку 2010 року тренер «бундестіму» Йоахім Льов включив гравця до розширеного списку гравців на чемпіонат світу, проте в підсумку Бек не був включений у фінальну заявку, поступившись місцем на своїй позиції Деннісу Аого та Гольгеру Бадштуберу. А незабаром гравець взагалі перестав викликатись до національної збірної, за яку провів всього 9 матчів.
| Дата       | Місто         | Господарі | Результат | Гості       | Турнір            | Голи | Примітки |
| ---------- | ------------- | --------- | --------- | ----------- | ----------------- | ---- | -------- |
| 11-2-2009  | Дюссельдорф   | Німеччина | 0 – 1     | Норвегія    | товариський матч  | -    |          |
| 28-3-2009  | Лейпциг       | Німеччина | 4 – 0     | Ліхтенштейн | Відбір до ЧС 2010 | -    |          |
| 1-4-2009   | Кардіфф       | Уельс     | 0 – 2     | Німеччина   | Відбір до ЧС 2010 | -    |          |
| 9-9-2009   | Ганновер      | Німеччина | 4 – 0     | Азербайджан | Відбір до ЧС 2010 | -    |          |
| 14-10-2009 | Гамбург       | Німеччина | 1 – 1     | Фінляндія   | Відбір до ЧС 2010 | -    |          |
| 18-11-2009 | Гельзенкірхен | Німеччина | 2 – 2     | Кот-д'Івуар | товариський матч  | -    |          |
| 13-5-2010  | Аахен         | Німеччина | 3 – 0     | Мальта      | товариський матч  | -    |          |
| 11-08-2010 | Копенгаген    | Данія     | 2 – 2     | Німеччина   | товариський матч  | -    |          |
| 17-11-2010 | Гетеборг      | Швеція    | 0 – 0     | Німеччина   | товариський матч  | -    |          |
| Усього     |               | Матчів    | 9         |             | Голів             | 0    |          |

## Статистика виступів

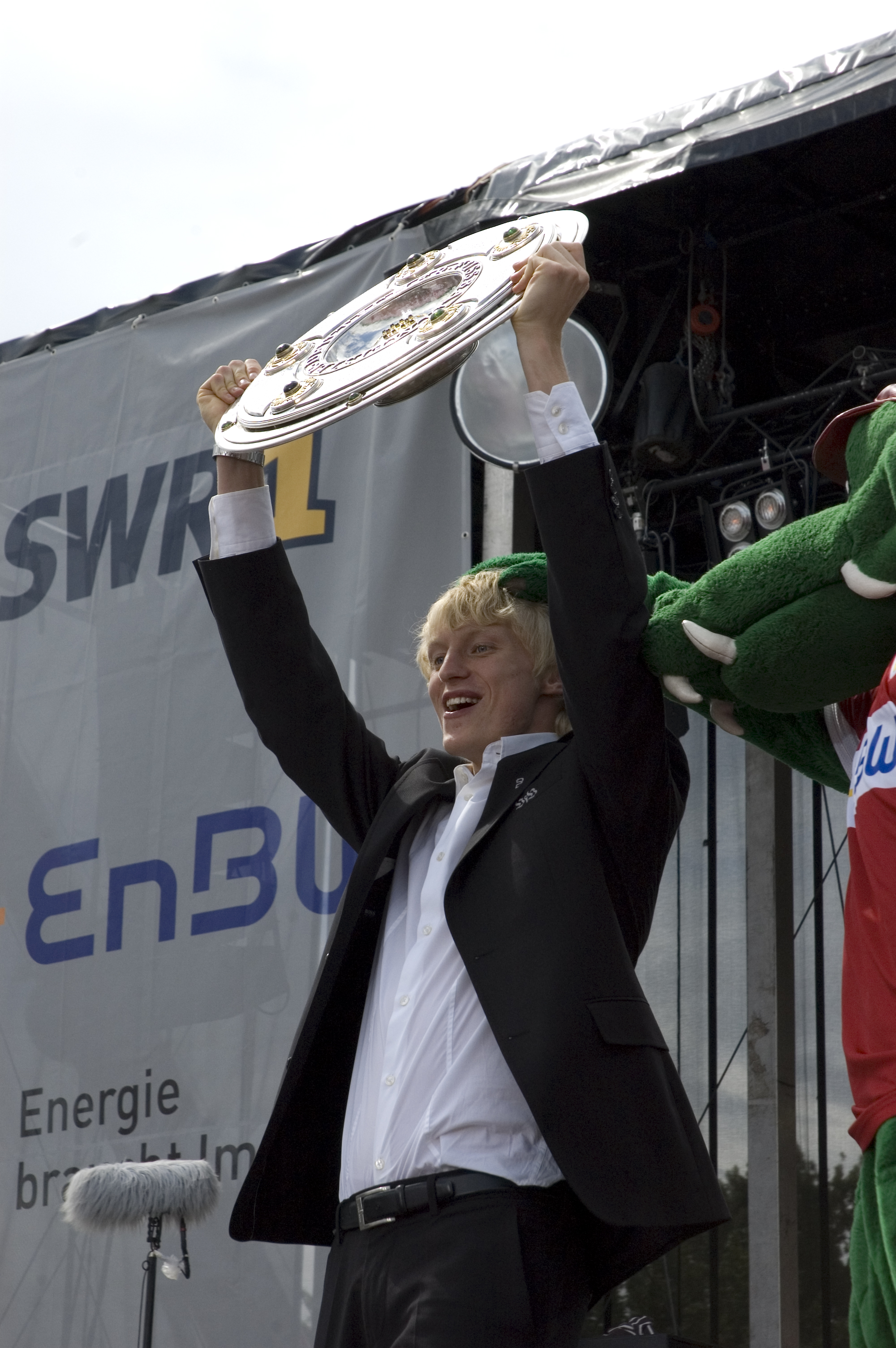
Андреас Бек святкує чемпіонство зі «Штутгартом». 27 травня 2007 року.

## Титули і досягнення

### Командні
- Чемпіон Німеччини (1):

«Штутгарт»: 2006-07
- Чемпіон Туреччини (2):

«Бешікташ»: 2015-16, 2016-17
- Молодіжний чемпіон Європи (1):

Німеччина U-21: 2009